# 오시마 마리카
오시마 마리카(일본어: 大島 茉莉花, 1992년 7월 17일 ~ )는 일본의 여자 축구 선수이다.

## 구단 경력
라요 바예카노 페메니노에서 활동했다.

## 국가대표팀 경력
그녀는 2008년 FIFA U-17 여자 월드컵에 참가할 일본 U-17 국가대표팀에 발탁되었으며, 1경기에 출전, 1득점을 넣었다.